# Menhirs de Kerharo Vian
Les menhirs de Kerharo Vian sont deux menhirs situés sur la commune de Plomeur, dans le département du Finistère en France.

## Historique
Les deux menhirs ont été découverts en 1978 en exploitant le sable dunaire. Seule la pointe du plus grand dépassait du sol. Ils sont inscrits au titre des monuments historiques par arrêté du 17 juin 1983.

## Description
Le grand menhir mesure 2,50 m de hauteur. Il comporte une fente oblique près du sommet. D'autres pierres furent découvertes couchées à proximité et d'aucuns ont envisagé l'existence d'un éventuel alignement mégalithique mais les travaux d'exploitation de la carrière de sable ont détruit tout contexte archéologique. 